# Hans Georg von Schleinitz
Hans Georg Haubold von Schleinitz (* 30. Januar 1599 in Kospoda; † 8. April 1666 in Zeitz) war ein deutscher Verwaltungsbeamter und Gelegenheitsdichter.

## Leben
Schleinitz ist der Sohn des kursächsischen Obristleutnants Haubold von Schleinitz aus dem Hause Radegast auf Kospoda und seiner Ehefrau Anna Brand von Lindau aus dem Hause Wiesenburg.
Nach der üblichen Erziehung durch Hauslehrer wird Schleinitz mit 20 Jahren Pikenier im kursächsischen Regiment Schlieffen, in dem sein Vater damals als Hauptmann diente. Diesen Beruf übt er bis 1622 aus und wurde danach Korporal im Regiment des Herzogs Friedrich Wilhelm II. von Sachsen-Altenburg, das dieser im Auftrag des Königs von Dänemark gebildet hatte. Doch nach dem Tod seines Herzogs am 25. Oktober 1625 wechselt Schleinitz als Kornett zum Regiment Schlawata. Einige Zeit dient er auch als Leutnant im Regiment des Herzogs Bernhard von Sachsen-Weimar. Weitere zwei Jahre, von 1628 bis 1630 ist er dem Grafen Mansfeld als Leutnant unterstellt.
1631 bestallt ihn Fürst Ernst von Anhalt-Bernburg zum kursächsischen Rittmeister. An dessen Hof macht Schleinitz dann auch Karriere und wird schon 1634 zum Obristen ernannt. Als solcher heiratet Schleinitz in der Stadt Brandenburg noch im selben Jahr, am 10. Dezember Maria Magdalena von Bünau.
Im Rang eines Obristen arbeitet Schleinitz bis 1646 am Hof von Fürst Ernst und wechselt erst 1647 in den Verwaltungsdienst. Als Amtshauptmann verwaltete er die kursächsischen Ämter Weida, Arnshaugk und Ziegenrück im Neustädtischen Kreis. Als solcher wird Schleinitz von Kurfürst Johann Georg II. von Sachsen zum Kammerherrn und Kriegsrat ernannt.
Auch der Bruder des Kurfürsten, Moritz von Sachsen-Zeitz will nicht zurückstehen und ernennt Schleinitz zu seinem Hofmarschall.
Im Alter von 67 Jahren stirbt Hans Georg Haubold von Schleinitz am 8. April 1666 in Zeitz. Er wurde am 20. Mai in der dortigen Schlosskirche beigesetzt.
Die Fruchtbringende Gesellschaft verzeichnet in ihrem Köthener Gesellschaftsbuch Schleinitz unter der Nr. 169 mit seinem Gesellschaftsnamen der Öffnende. Als Sinnspruch war ihm den Schlund und als Emblem Wilder Mohn oder Klaprosen (Papaver rhoeas L.) verliehen worden. Anlässlich seines Eintritts in die Fruchtbringende Gesellschaft verfasste Schleinitz auch ein Reimgesetz.